# Conservatief-liberalisme
Conservatief-liberalisme is een politieke stroming die elementen bevat van conservatisme en liberalisme. Zij vormt de rechtervleugel binnen het liberalisme (rechts-liberalisme). Het conservatief-liberalisme was de tweede stroming binnen het liberalisme, na het klassiek-liberalisme van de 17e eeuw en voor de opkomst van het progressief liberalisme (links-liberalisme) eind 19e eeuw.
Conservatief-liberalisme dient niet verward te worden met liberaal-conservatisme. Deze laatste term verwijst naar conservatieven die de vrije markt omarmd hebben.

## Verschil met liberaal conservatisme
Liberaal conservatisme is de naam voor conservatieven die wat liberale trekjes vertonen en de vrije markt gingen aanvaarden. In de meeste landen (bijv. N-VA in België, Conservative Party in het Verenigd Koninkrijk en de Amerikaanse Republikeinse Partij in de VS) worden liberaal conservatieven gewoon aangeduid als conservatieven. Het nuanceverschil tussen conservatief-liberalisme en liberaal conservatisme zal liggen bij wat men als meer belangrijk beschouwt: liberalisme in het eerste geval tegenover conservatisme voor de (liberaal) conservatieven. De neoconservatieven van de Amerikaanse Republikeinse Partij worden vaak wel eerder gezien als conservatief-liberalen in plaats van liberaal-conservatieven. Een van de grote verschillen hier was dat de neoconservatieven voor een interventionistische buitenlandpolitiek waren om het (neoconservatieve) gedachtegoed van de Verenigde Staten te verbreiden over de gehele wereld. Traditionele conservatieven beperken interventies tot pragmatische strategische interventies, zonder ideologische motivatie.

## Ideologie
Conservatief-liberalen verschillen van mening met sociaal-liberalen op een aantal punten:
- Conservatief-liberalen zijn aanhangers van het economisch liberalisme. Zij streven naar een nachtwakersstaat die zich minimaal inmengt in de economie en zichzelf toelegt op de kerntaken ordehandhaving en landsverdediging; derhalve staan zij belastingverlaging en deregulering voor.[bron?]
- Conservatief-liberalen staan vaak sceptisch tegenover hervormingen en zien historisch gegroeide tradities als waardevol. Zo zijn conservatief-liberalen vaak terughoudend in democratische vernieuwing en overdracht van soevereiniteit aan internationale organisaties. Veel conservatief-liberalen streven naar behoud en bescherming van eigen identiteit en cultuur. In sommige landen (bijvoorbeeld Nederland) hechten conservatief-liberalen in monarchieën meer waarde aan behoud van verworvenheden van dat Koningshuis dan de sociaal-liberalen. In een land als het Verenigd Koninkrijk, waar ook (liberaal-)conservatieve partij bestaat, geldt dit minder voor de conservatief-liberale vleugel van de liberalen.
- Conservatief-liberalen zijn voorstanders van strenge immigratieregels en zijn sceptisch over multiculturalisme. Conservatief-liberalen zijn 'law and order' partijen die hardere straffen voorstaan om misdaad te bestrijden. Conservatief-liberalen zijn bereid ver te gaan om terrorisme te bestrijden.[bron?]
- Conservatief-liberalen staan sceptisch tegenover de macht van intergouvernementele organisaties zoals de Europese Unie en de Verenigde Naties. Zij staan een krachtig buitenlands beleid voor en volgen daarin het buitenlands beleid van de neoconservatieven in de Verenigde Staten.

## Conservatief-liberalisme per land

### Nederland
De Volkspartij voor Vrijheid en Democratie wordt in het algemeen beschouwd als een conservatief-liberale partij, ook al kent de partij ook duidelijk sociaal-liberale politici. De nieuwe partij JA21 baseert zich ook op deze ideologie. Door sommigen wordt ook de Partij voor de Vrijheid gezien als conservatief-liberaal. Democraten 66 wordt daarentegen vaak gezien als sociaal-liberaal. Het CDA is door de jaren met de VVD ook liberaler geworden. Ook Forum voor Democratie wordt beschouwd als conservatief-liberaal.

### België
In de Belgische politiek zijn voornamelijk politici van de partijen N-VA en MR aanhanger van het conservatief-liberalisme. Daarnaast zijn er nog niet-vertegenwoordigde en kleinere partijen, zoals de LDD en PP, die behoren tot de politieke stroming. De Nederlandstalige Open Vld en Franstalige DéFI zijn voorbeelden van Belgische sociaal-liberale partijen.

### Overige landen
- Canada: Conservative Party of Canada
- Duitsland: Freie Demokratische Partei (FDP)
- Denemarken: Venstre
- Estland: Estse Hervormingspartij
- Ierland: Progressive Democrats (opgeheven)
- Italië: Il Popolo della Libertà
- Japan: Minna no Tō (Partij voor Iedereen)
- Noorwegen: Fremskrittspartiet
- Polen: Burgerplatform
- Roemenië: Nationaal-Liberale Partij
- Slowakije: Vrijheid & Solidariteit
- Turkije: Adalet ve Kalkınma Partisi
- Verenigd Koninkrijk: Conservative Party
- Verenigde Staten: Republikeinse Partij
- Zwitserland: Vrijzinnig Democratische Partij